# 乔里乔拉事件

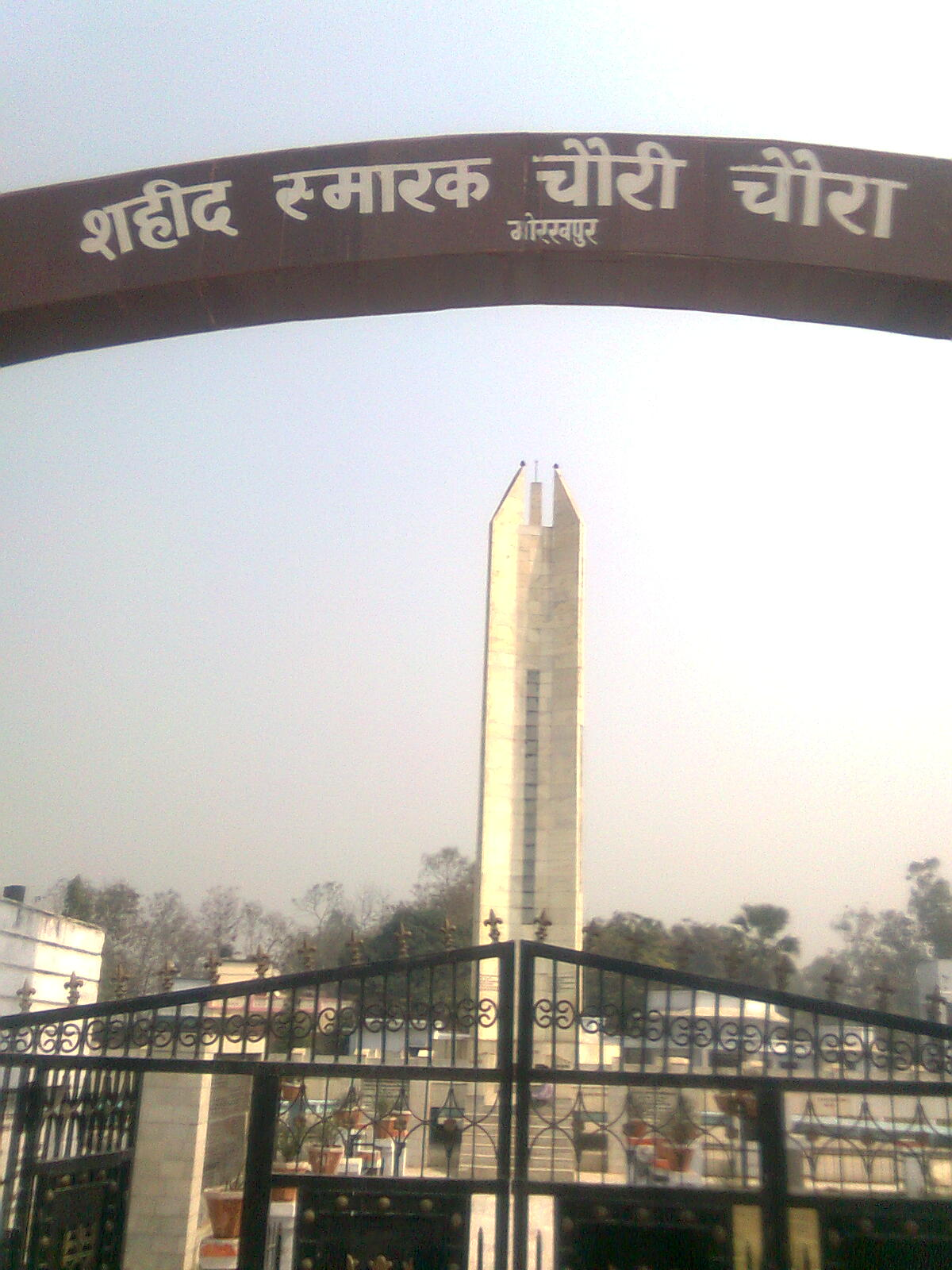
乔里－乔拉烈士纪念馆

1922年2月4日，英属印度联合省（今北方邦）戈勒克布尔县的乔里乔拉发生了乔里乔拉事件（Chauri Chaura incident），当时一大群参加不合作运动的抗议者与警察发生冲突，警察向他们开火。作为报复，示威者袭击并放火烧毁了一个警察局，杀死了所有的人员。该事件导致3名平民和22名警察死亡。圣雄甘地反对暴力，因此次事件，他于1922年2月12日在全国范围内停止了不合作运动。

## 背景
1920年代初，印度人在圣雄甘地的领导下，开展了全国性的不合作运动。印度国民大会党利用反抗方法，组织抗议活动，挑战《罗拉特法》等压迫性的政府管制措施，最终目标是实现自治（swaraj）或独立。

## 事件
事发前两天，即1922年2月2日，参加“不合作运动”的志愿者在一位名叫巴格万·阿希尔（Bhagwan Ahir）的退役军人的带领下，对市场上的高粮价和白酒买卖进行抗议。示威者遭到当地警察的殴打。几名领导者被逮捕，并被关进了乔里－乔拉警察局的拘留所。为此，2月4日，当地市场发生了一次针对警察的抗议活动。
2月4日，大约2000至2500名抗议者聚集在一起，开始向乔里－乔拉市场行进。他们聚集在一起，对市场上的一家酒类商店进行纠察。他们的领导人被逮捕、殴打并被关进监狱。部分人群聚集在当地警察局前，高喊口号要求释放他们的领导人。武装警察被派去控制局势，而人群则向市场进发，并开始高喊反政府口号。为了吓唬和驱散人群，警察向空中鸣枪警告。此举激怒了人群，他们开始向警察投掷石块。
随着局势的失控，当局命令警察向前进的人群开火，打死3人，打伤数人。关于警察撤退的原因，报道不一，有的说是警察的弹药用完了，有的说是人群对枪声的反应出乎意料的强硬。在随后的混乱中，人数众多的警察退回到警局寻求庇护，而愤怒的暴徒则向前推进，他们放火烧了警局，杀死了所有被困在里面的印度警察和官方信使。
大多数人被烧死，但有几个人似乎是在警局入口处被人群杀死，尸体被扔回火中。据文献报道，死亡人数为22或23人，可能是由于后来又有一名烧伤者死亡。

## 后果
针对警察被杀事件，英国当局宣布在乔里－乔拉及其周围地区实行戒严。当局还进行了几次突袭，数百人被捕。
甘地对这场暴行感到震惊，他禁食五天，以忏悔他认为自己在流血事件中的罪责。经过反思，甘地认为，他在鼓励人民反抗英国当局时，没有充分强调“非暴力“的重要性，也没有充分训练人民在面对攻击时保持克制的能力，所以他的行动过于仓促。他认为，印度人民准备不足，还没有准备好做实现独立所需的事情。甘地也被逮捕，并被判处6年监禁，但后来以健康不佳为由于1924年2月获释。
1922年2月12日，印度国民大会党在全国范围内停止了不合作运动。

## 审判和定罪
共有228人因与该事件有关的“暴动和纵火”指控而受到审判。其中6人在被警方拘留期间死亡，172人在历时8个月的审判后被定罪，并被判处绞刑。
该判决引发了抗议浪潮，印度共产党领导人罗易称该判决为“合法化的谋杀”，并呼吁印度工人举行总罢工。
1923年4月20日，阿拉哈巴德高等法院复核死刑判决，19个死刑判决得到确认，110人被判处无期徒刑，其余人被判处长期监禁。

## 纪念
- 1923年，英国当局为死去的警察建立了一座纪念碑[10]。印度独立后，纪念碑上增加了“印度万岁”[1]一词，以及诗人贾格丹巴·普拉萨德·米什拉（Jagdamba Prasad Mishra）的诗句“人们将永远铭记烈士”（शहीदों की चिताओं पर लगेंगे हर बरस मेले）[11] 。
- 1971年，乔里－乔拉的民众成立了一个名为乔里－乔拉死难者纪念委员会（चौरी चौरा शहीद स्मारक समिति）的协会。1973年，该协会在乔里－乔拉的湖边建造了一座12.2米高的三角形尖塔，尖塔两边分别画着一个脖子上套着绳索的人。该尖塔的建造费用为13,500卢比，由民众捐款而建。[10][1][11]
- 后来，印度政府又建造了一座纪念碑（现在的主碑），以纪念事件发生后被绞死的人。这座高大的纪念碑上刻着那些被处决的人的名字。在纪念碑附近建立了一个与独立斗争有关的图书馆和博物馆。[12]
- 印度铁路将一列火车命名为乔里－乔拉快车（Chauri Chaura Express），该列车由戈勒克布爾开往坎普尔。

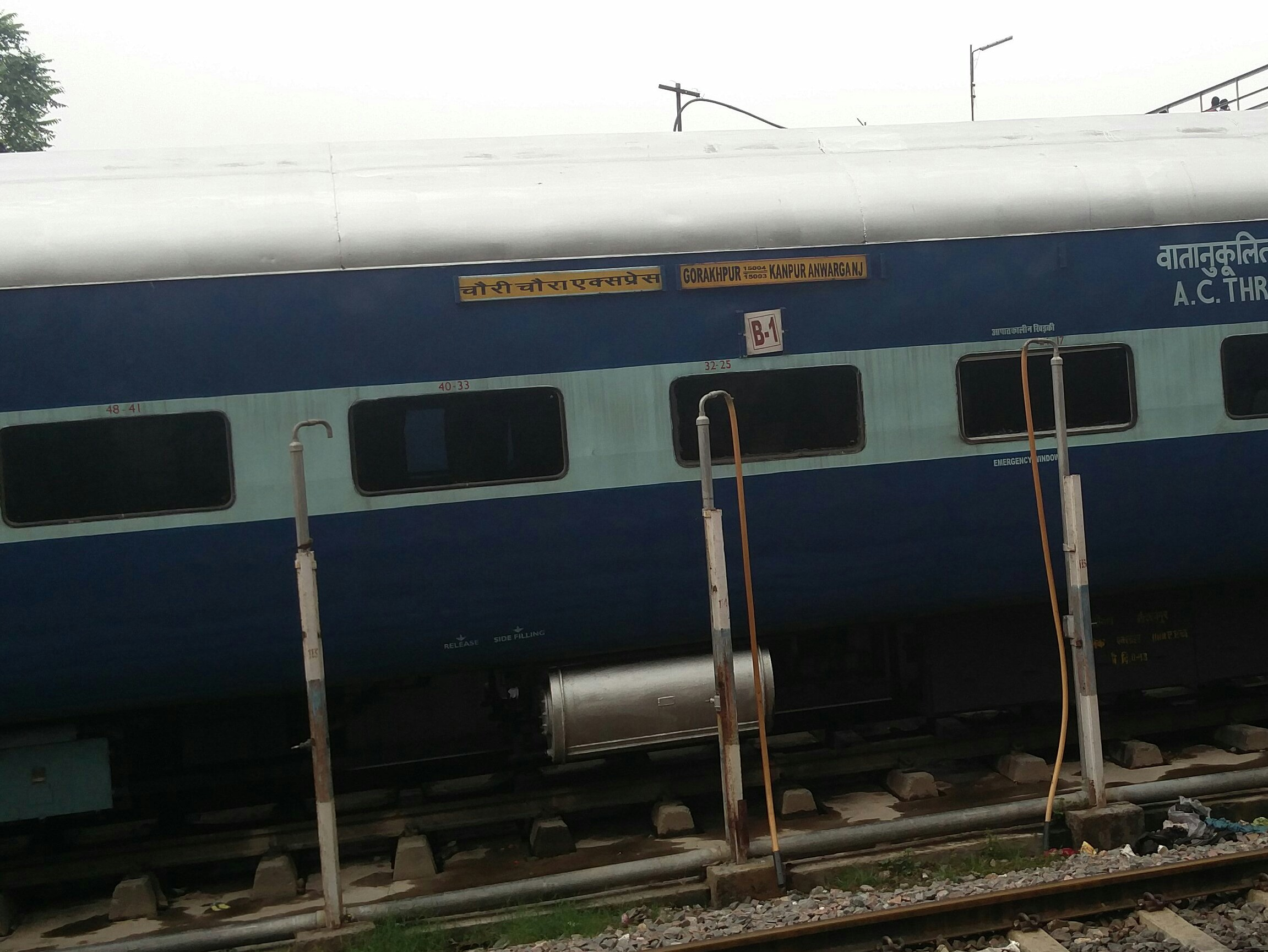
准备从坎普尔安瓦甘杰出发的乔里－乔拉快车